# Institut national supérieur des sciences agronomiques, de l’alimentation et de l’environnement
Die Institut national supérieur des sciences agronomiques, de l’alimentation et de l’environnement (AgroSup Dijon) ist eine französische Ingenieurhochschule, die 1967 gegründet wurde.
Die Hochschule ist auf Lebensmittelwissenschaften und -technologie spezialisiert und befindet sich auf dem Campus der Universität von Burgund in Dijon, Frankreich.